# Strojna
Strojna v Občini Ravne na Koroškem je naselje v Sloveniji. Nekaj kmetij je tako velikih, da se zdijo kot zaselki, domačija Pri Janežu pa je pomemben spomenik slovenskega ljudskega stavbarstva. Na Strojni je pokopan bukovnik Blaž Mavrel.